# Six Flags
Six Flags Entertainment Corporation, más conocida como Six Flags, es la cadena más grande a nivel mundial de parques de atracciones y temáticos, fue fundada en Texas en el año 1961.  Actualmente tiene su sede en Charlotte,  Carolina del Norte, posterior a la fusión con la empresa Cedar Fair, operación que fue descrita como "una unión entre iguales".  

Six flags organiza eventos temáticos anuales como “Fright Fest” en Halloween y “holiday in the Park” en Navidad.

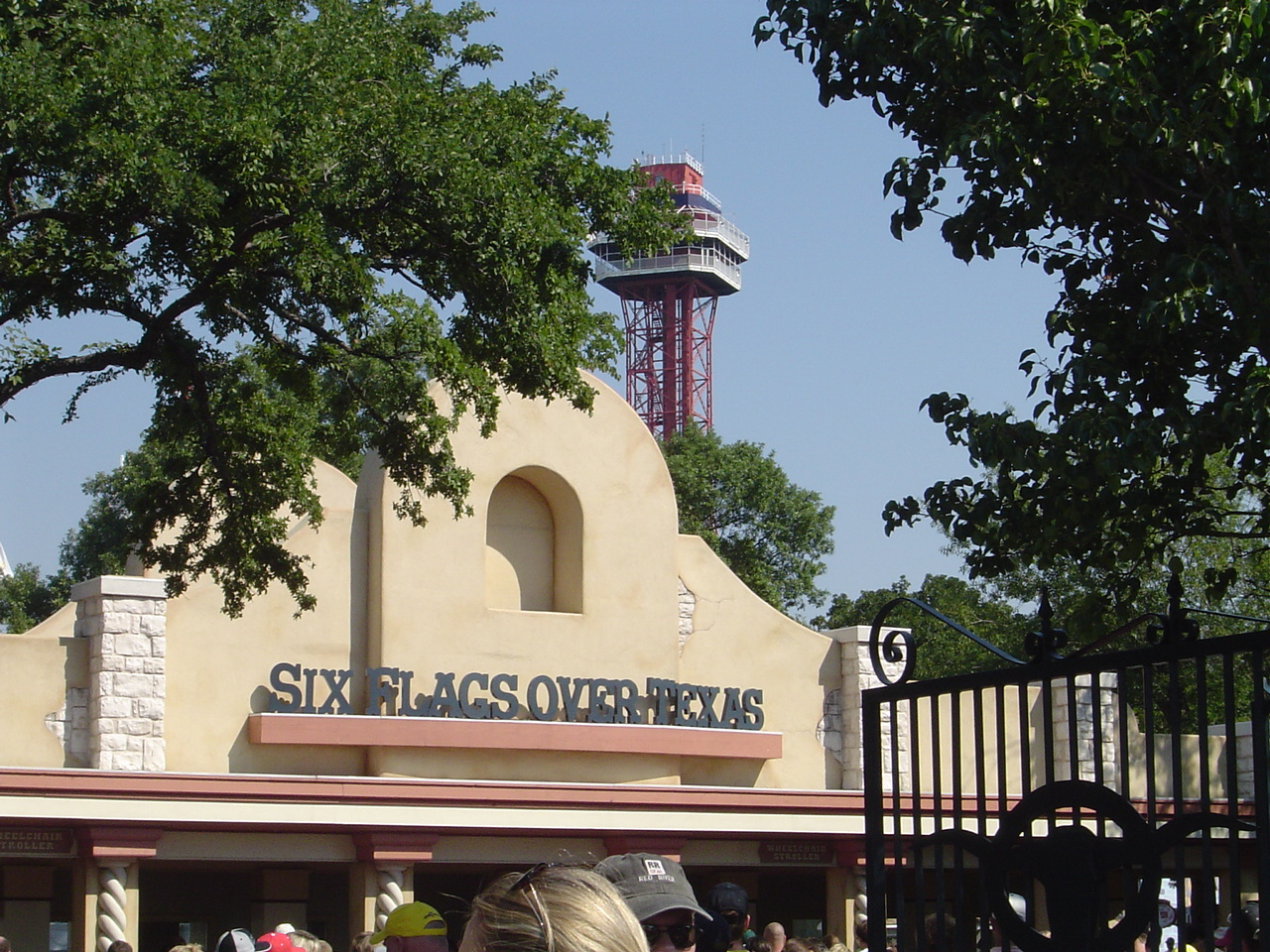
Six Flags Over Texas.

El primer parque de esta cadena surgió en el estado de Texas, es por ello que originalmente recibió el nombre de "Six flags over Texas", debido a las seis banderas que han ondeado en Texas a lo largo de su historia: España, Francia, los Estados Unidos Mexicanos, la República de Texas, Estados Unidos de América y los Estados Confederados de América.

## Historia
La historia del "Six Flags" comienza en 1961, con la creación de parques recreativos "Six Flags Over Texas" por Angus G. Wynne en el condado de Tarrant, en Texas. Originalmente ofrecía como atracciones un pueblo americano nativo, paseos en góndola, ferrocarril, diligencia, espectáculo de "El lejano Oeste", "La isla del cráneo (Atracción con temática de piratas). Ofrecía también una excursión a bordo de "barcos franceses" a través de un páramo lleno de marionetas móviles. Con el paso del tiempo, todas esas atracciones, a excepción del ferrocarril fueron reemplazadas por otras como montaña rusa, sillas voladoras, flumes, y torres de observación.
La cadena creció con la adquisición de otros parques, como el Great Adventure and Safari, en Jackson, Nueva Jersey y el Great America en Gurnee, Illinois, que había sido fundado por la cadena de hoteles Marriott.
La cadena de parques cambió varias veces de manos. Fue vendida a la Central Ferrocarrilera de Penn, después a la corporación constructora "Bally", y a la compañía "Time Warner", entre otros dueños. Actualmente la cadena es conocida por sus rápidas y grandes Montañas rusas.
Six Flags Theme Parks Inc. fue comprada en su totalidad el 1 de abril de 1998 por "Oklahoma City-based Premier Parks". Esta compañía entonces comenzó a utilizar el nombre "Six Flags" para nombrar a algunos otros parques de diversiones que eran de su propiedad, incluyendo: "Darien Lake", "Elitch Gardens", y "Adventrure World". En el año 2000 la compañía "Premier Parks" cambió su nombre a "Six Flags, Inc.", establecido en la ciudad de Nueva York. En la actualidad, es el mayor operador de parques de diversiones en el mundo.
El día 2 de octubre de 2019,  Reuters informó que Six Flags había hecho a Cedar Fair una oferta de adquisición en efectivo y acciones, aunque la propuesta fue rechazada rápidamente.  
Six Flags y Cedar Fair finalmente se fusionaron en 2024 después de anunciar el acuerdo pendiente en 2023.

## Parques que pertenecen a la cadena

### Estados Unidos

#### California

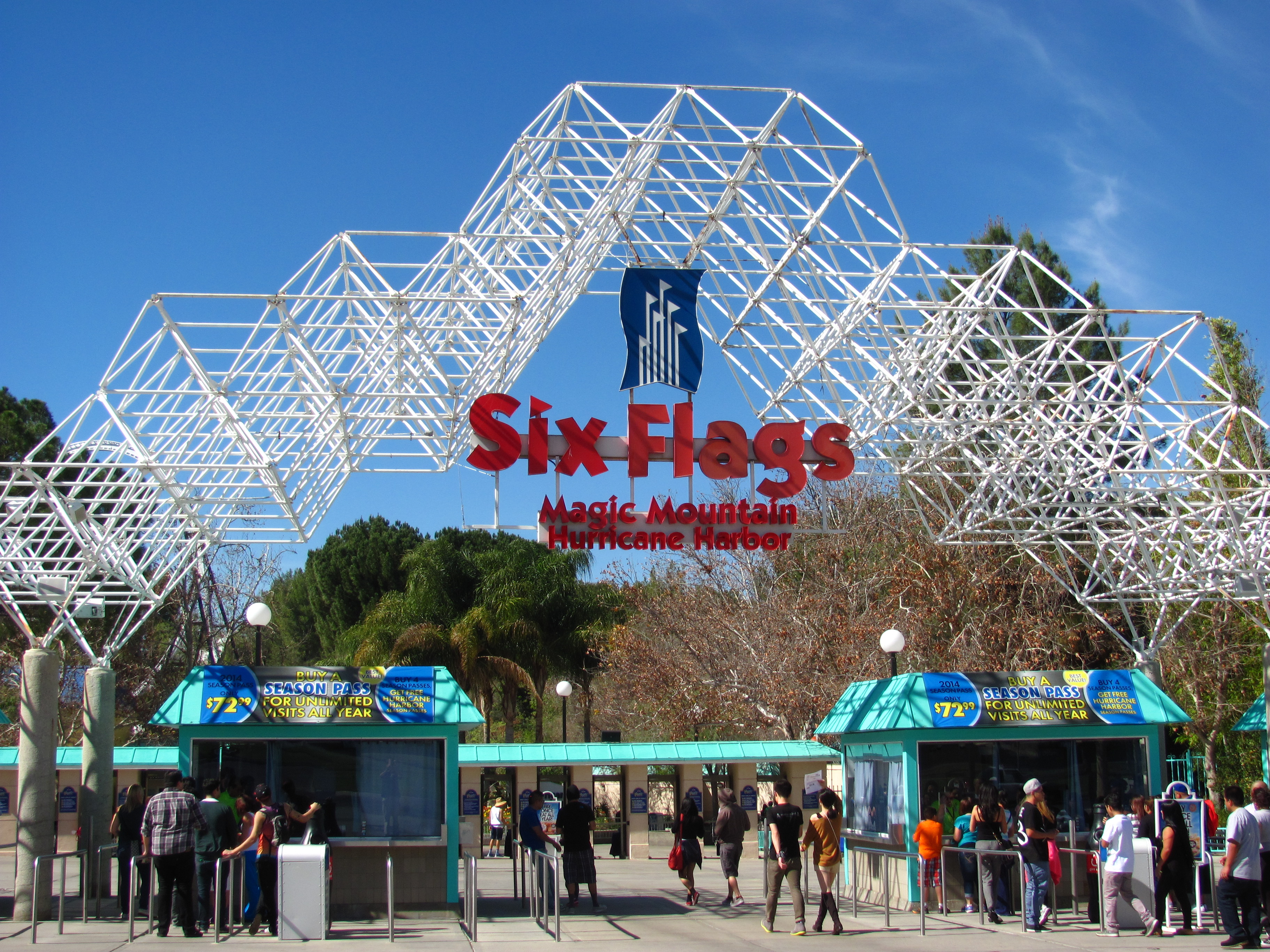
Six Flags Magic Mountain.

- Six Flags Magic Mountain, Valencia (cercano a Los Ángeles).
- Six Flags Hurricane Harbor, Valencia.
- Six Flags Discovery Kingdom, Vallejo (cercano a San Francisco).

#### Georgia
- Six Flags Over Georgia, Austell (cercano a Atlanta).
- Six Flags White Water, Marietta (cercano a Atlanta).
- American Adventures, Marietta.

#### Oklahoma
- Frontier City (Oklahoma City, Oklahoma) Vendido en 2006, re-adquirida por Six Flags en 2018.
- Six Flags Hurricane Harbor Oklahoma City (anteriormente conocido como White Water Bay) (Oklahoma City, Oklahoma) Vendido en 2006, re-adquirida por Six Flags en 2018.

#### Arizona
- Six Flags Hurricane Harbor Phoenix (anteriormente conocido como Wet ‘n’ Wild Phoenix) (Phoenix, Arizona) adquirida por Six Flags en 2018.

#### Illinois
- Six Flags Great America & Six Flags Hurricane Harbor, Gurnee (cercano a Chicago).

#### Maryland
- Six Flags America & Six Flags Hurricane Harbor, Largo en el condado de Prince George (cerca de Washington D. C. y Baltimore).

#### Massachusetts
- Six Flags New England & Six Flags Hurricane Harbor, Agawam (cerca de Springfield).

#### Misuri
- Six Flags St. Louis & Six Flags Hurricane Harbor, Eureka (cerca de San Luis).

#### Nueva Jersey
- Six Flags Great Adventure, Jackson (cerca de Nueva York y Filadelfia).
- Six Flags Hurricane Harbor, Jackson
- Six Flags Wild Safari, Jackson

#### Nueva York
- The Great Escape & Splashwater Kingdom, Lake George.
- Six Flags Great Escape Lodge & Indoor Waterpark, Lake George.
- Six Flags Darien Lake (Darien, Nueva York) Vendido en 2007, re-adquirida por Six Flags en 2018

#### Texas
- Six Flags Over Texas, Arlington.

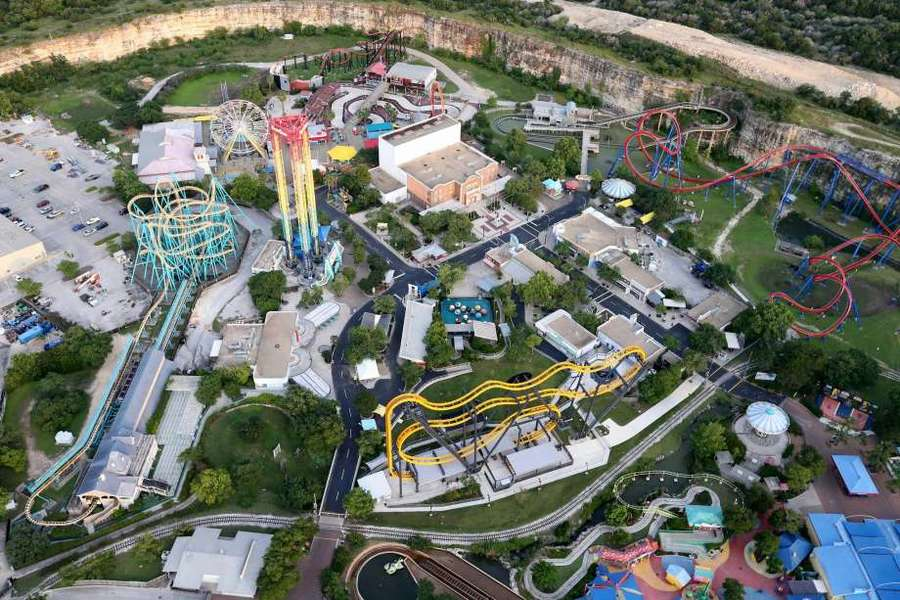
Six Flags San Antonio.

- Six Flags Hurricane Harbor, Arlington.
- Six Flags Fiesta Texas, San Antonio.
- Six Flags Hurricane Harbor Splashtown (anteriormente conocido como Wet 'n' Wild Splashtown), Spring.

### Canadá
Ontario
- Canada's Wonderland, Vaughan

#### Quebec
- La Ronde, Montreal

### México

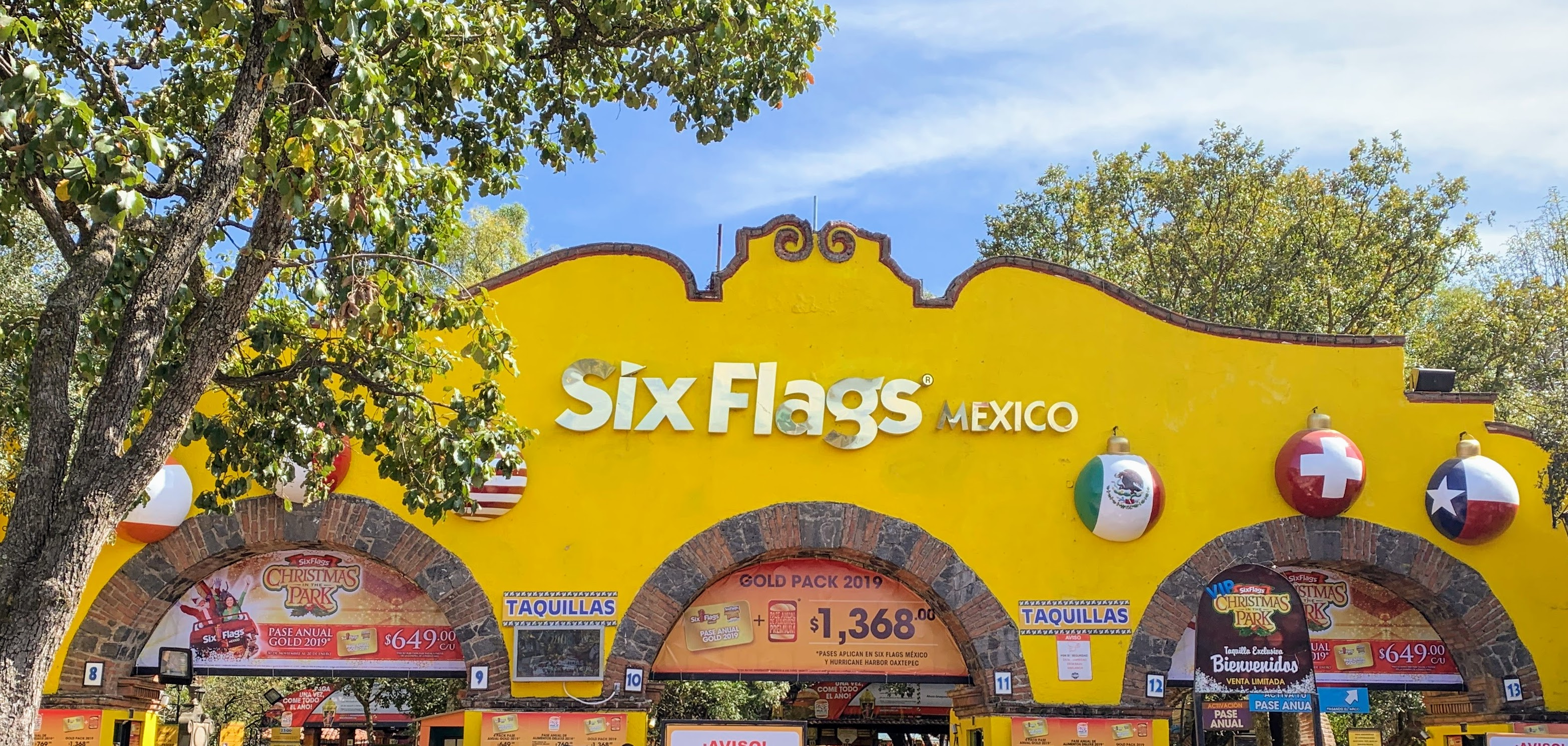
Six Flags Mexico.

#### Ciudad de México
- Six Flags México, Ciudad de México

#### Morelos
- Six Flags Hurricane Harbor Oaxtepec, Oaxtepec., Morelos

### Parques que pertenecieron a la cadena
En la siguiente lista aparecen aquellos parques que pertenecieron a Six Flags Inc. pero fueron cerrados o vendidos:
- Six Flags Atlantis (Hollywood, Florida) Vendido en 1989
- Six Flags Power Plant (Baltimore, Maryland) Cerrado en 1989
- Six Flags Eterna Primavera (Medellín, Colombia) Cerrado en 2002
- Six Flags Worlds of Adventure (Aurora, Ohio) Vendido en 2004
- Six Flags Belgium (Bruselas, Bélgica) Vendido en 2004
- Six Flags Holland (Dronten, Países Bajos) Vendido en 2004
- Bellewaerde (Ieper, Bélgica) Vendido en 2004
- Movie Park Germany (Bottrop, Alemania) Vendido en 2004
- Walibi Aquitaine (Burdeos, Francia) Vendido en 2004
- Walibi Lorraine (Metz, Francia) Vendido en 2004
- Walibi Rhône-Alpes (Lyon, Francia) Vendido en 2004
- Warner Bros. Movie World Madrid (San Martín de la Vega, España) Vendido en 2004
- Six Flags Astroworld (Houston, Texas) Cerrado en 2005
- Wyandot Lake (Columbus, Ohio) Vendido en 2006
- Six Flags Waterworld (Sacramento, California) Vendido en 2007
- Six Flags Elitch Gardens (Denver, Colorado)Vendido en 2007
- Six Flags Nueva Orleans (Nueva Orleans, Luisiana) Cerrado en 2005 por los estragos del huracán Katrina.
- Kentucky Kingdom, (Louisville, Kentucky) Vendido en 2010